# 札幌北洋控股
株式會社札幌北洋控股（日語：株式会社札幌北洋ホールディングス，東證除牌時8328.T），簡稱札幌北洋HD、札幌北洋，成立於2001年，由札幌銀行（已併入北洋銀行）和北洋銀行組成。

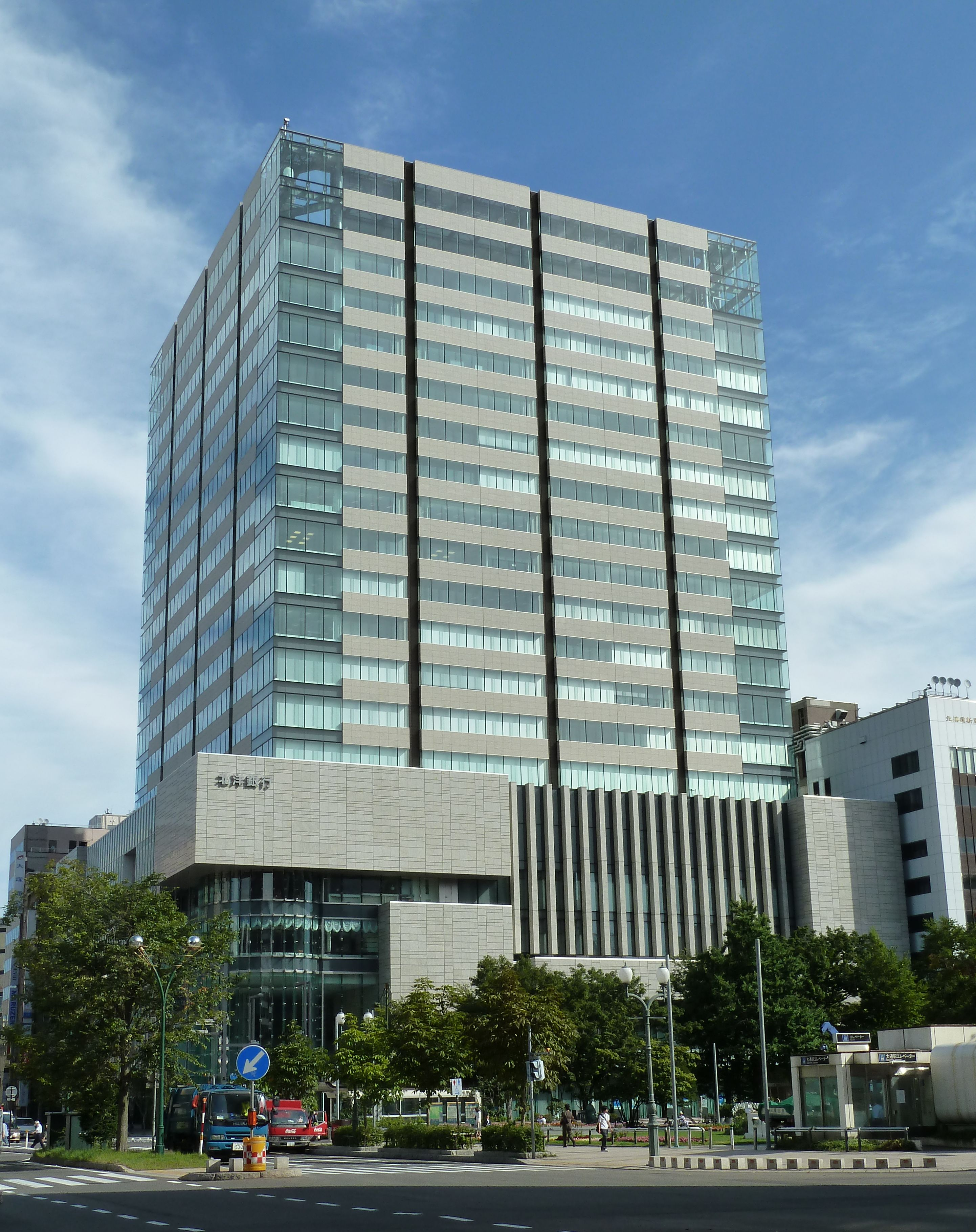
札幌北洋控股總部

業務主要經營在北海道地區性銀行、信用卡、房屋租賃等行業。前總裁為石井純二。其股份自2001年4月1日在東京及札幌上市，也就是自從UFJ、三菱東京、三井住友銀行等組成金融集團上市一步。
2012年10月，已併入旗下北洋銀行。

## 連結
- sapporohokuyo.co.jp （页面存档备份，存于）